# Axel Albert Lindström
Axel Albert Lindström ( 1864 - 1946) fue un botánico sueco.

## Honores

### Eponimia
- (Cycadaceae) Epicycas lindstromii (S.L.Yang, K.D.Hill & T.H.Nguyên) de Laub.[2]
- La abreviatura «Lindstr.» se emplea para indicar a Axel Albert Lindström como autoridad en la descripción y clasificación científica de los vegetales.[3]